# Catana Cayetano
Catana Cayetano, bürgerlich heute Catana Tully (* 1940 in Livingston, Guatemala), ist eine ehemalige deutsche Schauspielerin und ein Fotomodell, Professorin und Buchautorin.

## Leben und Wirken

### Herkunft, Kindheit, Jugend und Ausbildung
Catana Cayetano hat eine außergewöhnliche Vita aufzuweisen. Geboren 1940 in dem damaligen Dorf Livingston, einer am Río Dulce in Guatemala und der Karibik gelegenen Siedlung – heute eine Stadt – als Tochter einer völlig mittellosen schwarzen Bediensteten im Haus weißer, deutscher Siedler, die gleich zu Beginn des Zweiten Weltkriegs als Ausländer die guatemaltekische Küstenregion verlassen mussten, wuchs sie in der Obhut ihrer weißen Adoptiveltern wohlbehütet in Guatemala-Stadt auf. Catana besuchte die Grundschule in der Hauptstadt und eine Privatschule auf Jamaika und erhielt schließlich ein Diplom zu einem Studium an der Universität von Cambridge (England). Mit 20 Jahren ging sie in das Land der Vorfahren ihrer Adoptiveltern, nach Deutschland, und ließ sich in München nieder. Dort nahm sie ein Sprachstudium auf mit der Absicht, den Beruf einer Dolmetscherin zu ergreifen. Obwohl dank ihres dunklen Teints und ihrer exotischen Ausstrahlung in der Bundesrepublik der frühen 1960er Jahre sehr auffällig, hatte Catana Cayetano nach eigenem Bekunden in Deutschland niemals rassistische Anfeindungen erlebt, während sich das später, nach ihrer Übersiedelung in die Vereinigten Staaten, massiv ändern sollte.

### Als Schauspielerin in Deutschland
In Deutschland bekam Catana Cayetano rasch Aufträge als Fotomodell und erhielt überdies mit 24 Jahren ihre erste Filmrolle angeboten: In Geza von Radvanyis bildstarkem deutsch-italienischen Sklaven-Opus Onkel Toms Hütte spielte die farbige Künstlerin mit der jungen Sklavin Eliza gleich in ihrem ersten Film eine der weiblichen Hauptrollen. Es folgten weitere Rollen vom deutschen Film und Fernsehen von meist minderer Bedeutung. 1968 sah man sie mit einer Nebenrolle in einem späten Edgar-Wallace-Krimi und im Jahr darauf mit der weiblichen Hauptrolle im Spielfilm Cardillac von Edgar Reitz, an der Seite von Hans-Christian Blech. Ebenfalls 1969 war Catana Cayetano Filmpartnerin von Sharon Tate in deren letztem Leinwandauftritt in der Komödie Zwölf plus eins. Zu Beginn der 1970er Jahre versandete die Schauspielkarriere der Deutsch-Guatemaltekin allmählich. Sie heiratete den weißen US-Schauspieler Frederick Tully, der sich zu dieser Zeit beruflich ebenfalls in München aufgehalten hatte, und übersiedelte in dessen amerikanische Heimat. Dort absolvierte die Künstlerin in dem Piratenfilmabenteuer Der scharlachrote Pirat ihren letzten, winzig gewordenen Filmauftritt und beendete anschließend ihre Filmkarriere. Mit Tully hat sie einen gemeinsamen Sohn namens Patrick.

### Wissenschaftliche Karriere in den USA
In den Vereinigten Staaten begann Catana Cayetano, qua Eheschließung nunmehr Catana Tully, ihre dritte Karriere. Mit rassistischen Anfeindungen durch Weiße aufgrund ihrer Hautfarbe aber auch durch Schwarze, weil sie einen weißen Ehemann hatte, als Begleitmusik, begann sich Tully nunmehr mit ihrer schwarzen Identität auseinanderzusetzen. Sie belegte bis zur Erreichung eines Doktorgrades an der University at Albany Kurse in humanistischen Studien und betrieb bis zum Bachelor of Arts kulturelle Studien an der SUNY am Empire State College (ESC). Dort erhielt Catana Tully auch eine Professur, die sie bis 2003 ausübte. Außerdem erlangte sie einen Magister in lateinamerikanischer und karibischer Literatur. 2005 kehrte Tully ans ESC zurück und diente dem dortigen Center for International Programs als Mentorin und Ausbilderin im Libanon Programm und als Interims-Direktorin für das Dominikanische Republik-Programm.
2011 ging sie endgültig in den Ruhestand, und Catana Tully begann ihre Lebenserinnerungen und Auseinandersetzungen mit ihrer Herkunft und mit Rassismen aller Arten niederzuschreiben, die im darauf folgenden Jahr 2012 in der Autobiographie „Split at the Root: A Memoir of Love and Lost Identity“, ihrem ersten Buch, mündeten. Im Frühlingssemester 2013 diente diese Biografie erstmals als Grundsatzlektüre für den Studiengang zum Master of Social Work an der University of Southern California. Seitdem dient Prof. Tully Studenten als Coach und arbeitet mit adoptierten jungen Leuten, die anderen Rassen als ihren Adoptiveltern entstammen. Darüber hinaus gibt Catana Tully denjenigen Eltern Hilfestellungen bezüglich Themen zu Herkunft, Religion und Rasse, die beabsichtigen, Babies/Kinder aus anderen Kulturkreisen zu adoptieren.

## Filmografie
- 1965: Onkel Toms Hütte
- 1965: Willkommen in Altamont
- 1966: Portrait eines Helden
- 1966: Donaug’schichten (Fernsehserie, eine Folge)
- 1967: Der Vater und sein Sohn (Fernsehserie, Folge 9: Der  grippale Infekt)
- 1968: Der Gorilla von Soho
- 1968: Cardillac
- 1969: Zwölf plus eins (Una su 13)
- 1970: Ein Mädchen für alles
- 1971: Gestern gelesen (Fernsehserie, eine Folge)
- 1976: Der scharlachrote Pirat (Swashbuckler)